# Michael Henz

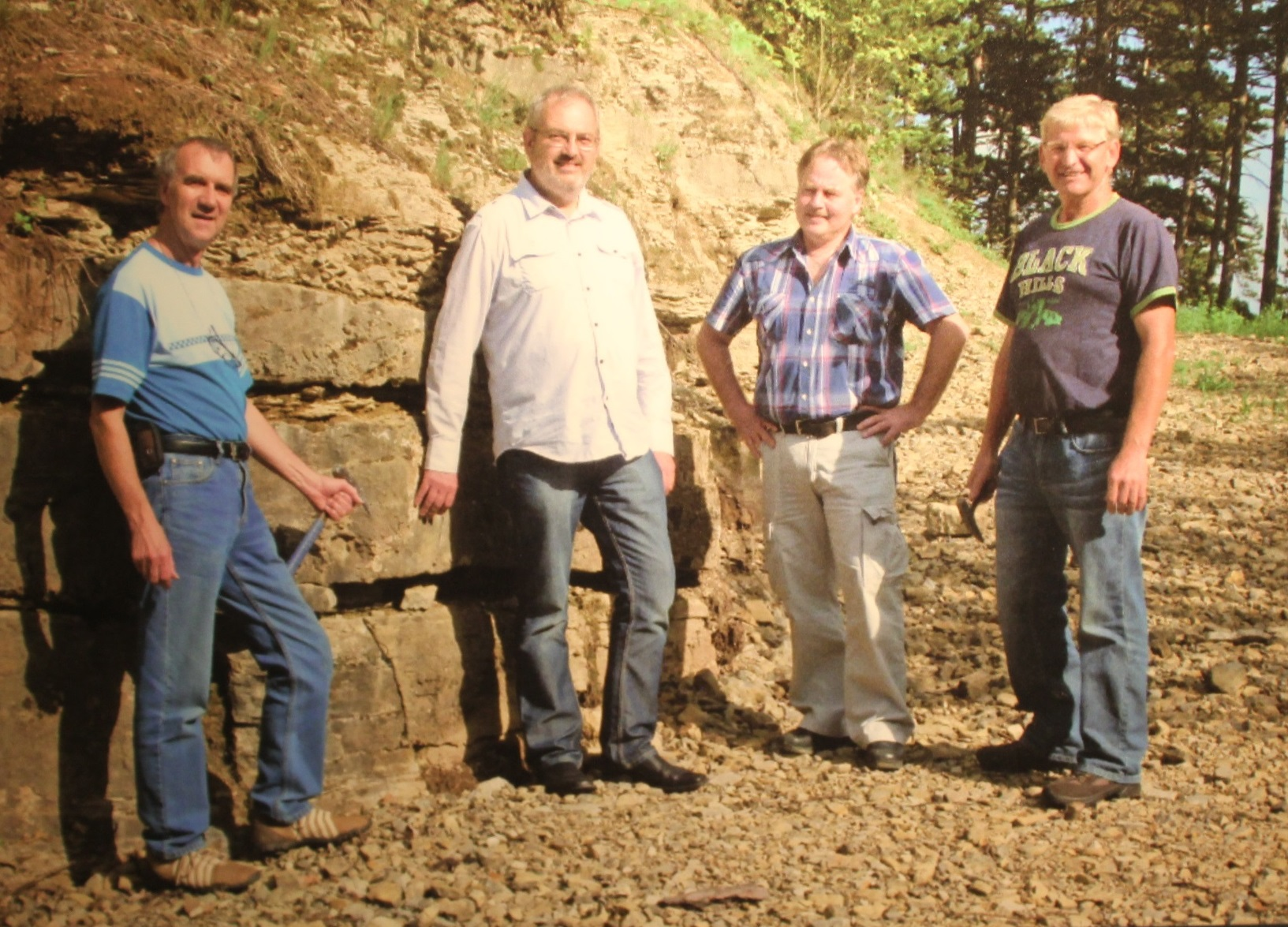
Team der Sammlung Mainfränkische Trias Euerdorf 2013 (v.l.: Michael Henz, Horst K. Mahler, Jürgen Sell und Bernd Neubig)

Michael Henz (* 21. Juni 1956 in Euerdorf) ist ein deutscher Fossiliensammler, Geologe und Paläontologe.

## Leben
Michael Henz, der beruflich als Handwerksmeister tätig war, gehört mit den Amateur-Paläontologen Horst K. Mahler, Bernd Neubig und Jürgen Sell zur Sammlergruppe SMTE (Sammlung Mainfränkische Trias Euerdorf), die sich auf Fossilien aus der germanischen Trias des mitteleuropäischen Beckens spezialisiert haben. Gemeinsam gründeten sie in ihrer Heimat Euerdorf, in der sie schon seit Jugendzeiten Fossilien sammeln, das 2013 gegründete Museum Terra Triassica als Ausstellungsort ihrer über 25.000 Fundstücke.
Am Saalrangen nordöstlich Euerdorf entdeckte die Sammlergemeinschaft in Gesteinen aus der Zeit der Trias versteinerte Fährten von Dinosaurier-Vorläufern, die heute am Fundort großflächig zu sehen sind und als mittlerweile offiziell ausgewiesenes Geotop zu den 100 schönsten Geotopen von Bayern gerechnet werden.
Er ist Mitglied im Naturwissenschaftlichen Verein Schweinfurt e.V. und im Thüringischen Geologischen Verein.

## Ehrungen
Nach ihm und seinen drei Sammlerkollegen wurde 1993 durch Carsten Brauckmann und Thomas Schlüter die Insektengattung Heseneuma BRAUCKMANN & SCHLÜTER 1993 benannt. Im Jahr 2021 wurde die Sammlergruppe SMTE, deren Mitglied Henz ist, mit dem Kulturehrenbrief des Landkreises Bad Kissingen ausgezeichnet.

## Schriften
- mit H. K. Mahler, B. Neubig und Jürgen Sell: Ceratites (Discoceratites) meissnerianus aus dem mittelfränkischen Oberen Muschelkalk. Geol. Bl. NO-Bayern, 36, Taf. 7, 1986, S. 149–156
- mit H. K. Mahler, B. Neubig und Jürgen Sell: Ein Beitrag zur Stratigraphie und Fossilführung der Myophorien-Folge (Trias) im nördlichen Unterfranken. Naturwiss. Jb. Schweinfurt 8, 1–22, 2 Abb., 2 Taf., Schweinfurt 1990
- mit Stefan Hertel: Trias Fossilien – Selachier der Trias Mainfrankens – Acrodus, Lissodus und Palaeobates. In: Naturwissenschaftliches Jahrbuch Schweinfurt, 25, 2011, S. 133–157